# Ringer-Weltmeisterschaften 1920
Die Ringer-Weltmeisterschaften 1920 fanden vom 4. bis zum 8. September 1920 in Wien statt. Die Ringer wurden in fünf Gewichtsklassen unterteilt. Gerungen wurde im damals üblichen griechisch-römischen Stil.

## Medaillengewinner
| Klasse   | Gold            | Silber             | Bronze            |
| -------- | --------------- | ------------------ | ----------------- |
| -60 kg   | Franz Reitmeier | Jozsef Pongracz    | Gustav Boukal     |
| -67,5 kg | Ödön Radvány    | Peter Dezső        | Miklos Breznotics |
| -75 kg   | Viktor Fischer  | Lorenz Koczanderle | Philipp Heß       |
| -82,5 kg | Michael Heinl   | Josef Mach         | Wilhelm Knöpfle   |
| +82,5 kg | Heinrich Bock   | Franz Wagner       | Adolf Kurz        |

## Medaillenspiegel
| Rang | Land            | Gold | Silber | Bronze |
| ---- | --------------- | ---- | ------ | ------ |
| 1    | Österreich      | 2    | 3      | 1      |
| 2    | Deutsches Reich | 2    | 0      | 3      |
| 3    | Ungarn          | 1    | 2      | 1      |